# Monumento a San Juan Bautista
El Monumento a San Juan Bautista es una colosal escultura conmemorativa a Juan el Bautista, realizada completamente en concreto, levantada a un costado de la plaza Bolívar de la ciudad de San Juan de los Morros, en Venezuela.: 48  Comúnmente llamado "Sanjuanote", es uno de los monumentos más altos de Venezuela.
El monumento de San Juan Bautista está situado en una la plazoleta donde se encuentran en relieve parte de la historia de la vida de Juan el Bautista: Juan Bautista en el desierto, Juan Bautizando a Jesús en el Río Jordán y decapitación expresada en Salomé, la sobrina del Rey Herodes, exhibiendo la cabeza de Juan Bautista. Fue construida en el mandato del General Juan Vicente Gómez como un presente para la ciudad cuando se la decretó como Capital del Estado Guárico.
El monumento fue construido  entre 1934 y 1935 sobre el "cerro El Calvario", un pequeño promontorio en el centro de la ciudad.: 11  La estatua está rodeada de leones de concreto y antiguos cañones que fungen como cancerberos protectores del monumento.: 116  En el sitio donde se asienta el monumento, con anterioridad se había levantado una cruz de madera que luego fue de concreto armado antes de ser sustituido por la colosal estatua del Bautista.

## Altura
Éste monumento tiene en su totalidad 25 mts de altura discriminados de la siguiente manera: desde la plazoleta donde están los leones hasta las barandas (3 metros (9,8 pies)) desde el pedestal donde reposan los pies del Santo (2 metros (6,6 pies)), desde los pies del Santo hasta el final de la cruz (20 metros (65,6 pies)), dando una altura total de 25 metros (82,0 pies) de altura, constituyéndose  en el monumento más alto del Municipio Juan Germán Róscio Nieves, la  más alta en San Juan de los Morros, seguido por el monumento a la Beata María Candelaria de San José, beata venezolana; la cual mide 24 metros (78,7 pies).  Es el monumento colosal dedicado a san Juan Bautista más alto del mundo.
San Juan de los Morros y su monumento al Bautista se ubican en una amplia zona de contacto entre el piedemonte del tramo central de la cordillera de la costa y la región del bajo relieve de los Llanos venezolanos.: 17 

## Historia
Juan el Bautista es el santo patrón de la ciudad de San Juan de los Morros que, desde 1934, es capital del Estado Guárico, previa disposición del dictador General Juan Vicente Gómez. Las legislaturas decretaron un trueque de pueblos y territorios, Aragua le cedió San Juan de los Morros a Guárico y este le concedió las poblaciones de Taguay y Barbacoas. A partir de entonces, San Juan de los Morros pasó a ser la capital de estado Guárico.
Durante sus viajes a los baños termales de San Juan, Gómez prometía un monumento al santo patrono de la ciudad como respuesta a promesas de los políticos de la localidad de presentarle a su vez un gran San Juan, socioeconómico. Hasta que un día el dictador presenta el obsequio: "Me pedían un San Juan y ahí tienen el Sanjuanote". Desde entonces, el monumento ha sido apodado San Juanote, el cual era también el nombre de un vecindario del vecino distrito Valle de la Pascua.
La escultura original difería de la actual en que tenía la mano derecha elevada con su dedo índice en alto, probablemente haciendo referencia al cuadro de da Vinci. Aparentemente el General Gómez mandó a Alejandro Colina, el escultor de la estatua de María Lionza, a eliminarle el brazo levantado y colocar en vez un trozo de pan en la palma de la mano a un costado del cuerpo. Colina se negó a hacer el cambio por lo que fue despedido de la obra, siendo otro escultor el encargado de “bajarle” el brazo al Sanjuanote. Además, ha sido controvertido cuál es el nombre exacto, San Juan Bautista o San Juan Evangelista, siendo la primera la más empleada. Colina fue acusado de comunista poco antes de inaugurada la estatua y enviado preso al Castillo San Felipe en la base naval Agustín Armario de Puerto Cabello hasta la muerte de Gómez en 1935.
La inauguración del Monumento a San Juan Bautista fue realizada el 21 de diciembre de 1935, cuatro días después de la Muerte de Juan Vicente Gómez.